# Аэродинамические весы

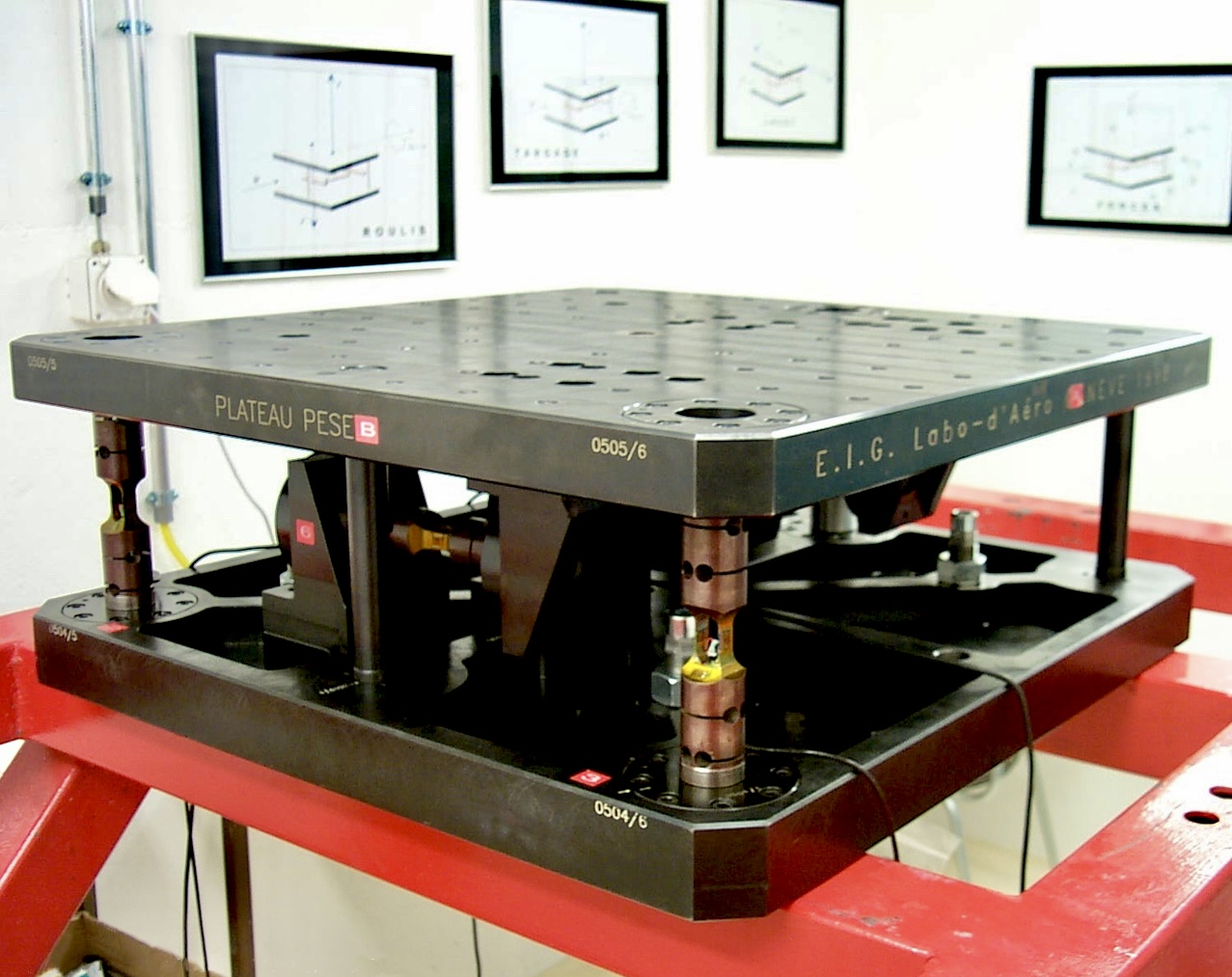
Внешний вид аэродинамических весов

Аэродинами́ческие весы́ — особый род сложного многокомпонентного динамометра, для измерения сил, действующих на движущееся в воздухе тело или на неподвижное тело, обтекаемое потоком воздуха. В последнем случае аэродинамические весы являются основным измерительным прибором аэродинамической трубы.
Весы устроены для независимого измерения компонентов вектора силы и вектора момента силы. По числу измеряемых компонентов весы классифицируют на одно-, двух-, трех-, четырёх- и шестикомпонентные.
Одни из первых аэродинамических весов были созданы А. Ф. Можайским.

## Современные аэродинамические весы
1. Аэродинамические весы HORIBA